# Герсдейк
Герсдейк (нід. Geersdijk) — село в нідерландській провінції Зеландія. Входить до муніципалітету Норд-Бевеланд.
Його площа становить 4,24 км², а населення станом на 2021 рік складало 360 осіб.
Перша згадка про населений пункт датується 1216 роком.